# Groupe NUL
Le Groupe NUL est un mouvement artistique néerlandais formé en 1960 par Jan Schoonhoven, Armando, Jan Henderikse, Herman de Vries et Henk Peeters. Le groupe a existé jusqu'en 1965. Les travaux du groupe se distinguent par un rejet des matériaux traditionnels utilisés en peinture et en sculpture, au profit de matériaux industriels et d'un traitement « anti-pictural ».
Le Groupe NUL est apparu dans un contexte international de réaction à la peinture informelle à partir de la fin des années 1950, en relation avec les mouvements de l'avant-garde européenne, comme le Groupe ZERO en Allemagne avec Otto Piene, Heinz Mack et Gunther Uecker, le groupe de la revue Azimuth en Italie avec Piero Manzoni, Enrico Castellani et Agostino Bonalumi, le Nouveau Réalisme en France avec Yves Klein, Daniel Spoerri, Arman et Jean Tinguely et même le groupe japonais Gutai. NUL peut être considéré comme rejetant tout principe artistique déjà utilisé et ne poursuivant aucun idéal de beauté. Ses fondateurs furent inspirés par Lucio Fontana et Yves Klein. Avant la création du Groupe NUL, ses quatre principaux membres furent formés de 1958 à 1960 par l'artiste informel néerlandais Kees van Bohemen (nl).
En général, on peut dire que le travail du Groupe NUL est caractérisé par :
- Le monochrome : le plus souvent blanc (Jan Schoonhoven et Henk Peeters), noir ou rouge (Armando) ;
- La répétition : rythme et régularité sont privilégiés. La répétition d'éléments similaires au sein d'une performance est typique du Groupe NUL, comme dans les toiles en relief de Schoonhoven et les reliefs de bouchons de Jan Henderikse ;
- La sérialité : L'œuvre originale est déclarée morte par le Groupe NUL. La reproduction mécanique des « artefacts » est typique du groupe, comme l'utilisation de matériaux industriels et modernes. À l'exception de Jan Schoonhoven, tous ont réalisé des « multiples » et des œuvres en série ;
- Le traitement direct du matériau : une « Œuvre-NUL » est une "représentation objectivement neutre de la réalité", a déclaré Jan Schoonhoven. L'écriture de l'artiste doit également être évitée autant que possible. Ceci a été partiellement atteint par la "présentation sans médiation" : les matériaux, les objets, sont souvent présentés sans modifications ou ajouts, comme des produits directs de l'art, en référence aux ready-made de Marcel Duchamp. Peeters utilise le feu dans ses « Pyrografies », où la suie est déposée par la flamme agissant comme un pigment, de même que Piene ou Klein dans leurs « Peintures de feu » ou Alberto Burri dans ses « Combustioni ».

## Expositions
- NUL 62, 1962, Stedelijk Museum, Amsterdam.
- NUL 65, 1965, Stedelijk Museum, Amsterdam.
- Départ Point Zero, du 16 décembre 1988 au 5 février 1989, au Centraal Museum d'Utrecht.
- Avant-garde internationale des années 1950-1960, du 15 septembre 2006 au 15 janvier 2007, Musée d'art moderne et contemporain de Saint-Étienne[1].
- Zéro = 0, l’avant-garde néerlandaise dans le contexte international de 1961 à 1966, du 11 septembre 2011 au 22 janvier 2012 au Stedelijk Museum Schiedam (nl) de Schiedam[2].
- ZERO, du 21 mars au 8 juin 2015, Martin-Gropius-Bau, Berlin.
- ZERO Let Us Explore the Stars, du 4 juillet au 8 novembre 2015, Stedelijk Museum, Amsterdam[3].

## Publications
- "ZERO à New York", Fondation ZERO/Sperone Westwater, New York/Düsseldorf/Gand, 2008,  (ISBN 978-90-76979-73-1).
- "ZERO, international Künstler Avantgarde", Musée Kunst Palast/Cantz, avec des textes de Jean-Hubert Martin, Valerie Hilling, Catherine Millet et Matthijs Visser, Düsseldorf/Ostfildern, 2006,  (ISBN 3-9809060-4-3).